# Landschaft (Herzogtum Schleswig)
Eine Landschaft im Herzogtum Schleswig war eine Verwaltungseinheit auf regionaler Ebene in der Rechtsform einer Körperschaft des öffentlichen Rechts, die ausschließlich von den jeweiligen Grundeigentümern einer Region gebildet wurden.

## Aufgabe
Die Landschaften wurden von den Grundeigentümern im Herzogtum Schleswig vor allem in jenen Gebieten gebildet, die in flutgefährdeten Bereichen der Nordseeküste lagen und einen Küstenschutz notwendig machte. Der Zweck war die Selbstverwaltung des Gebietes auf folgenden Gebieten:
- Finanz- und Steuerwesen
- Bestallung und Wahl der Beamten für die Verwaltung
- Gerichts-, Deichs- und Schulwesen
- Kirchliche Angelegenheiten.

## Rechtliche Stellung
Während die gewöhnlichen unteren Verwaltungsdistrikte unter der Landesherrschaft als Lehen bzw. spätestens ab Ende des 15. Jahrhunderts als Ämter bezeichnet wurden, genossen die Landschaften in gewisser Weise Sonderrechte. Die größeren Landschaften Eiderstedt, Nordstrand (mit Pellworm) und Fehmarn hatten sogar eigene Rechtsordnungen neben dem Jütischen Recht. Landesherrliche Burgen oder Amtshäuser gab es, mit Ausnahme von Glambeck auf Fehmarn, nicht in den Landschaften. Doch führte spätestens ab dem 16. Jahrhundert der Oberbeamte des benachbarten landesherrlichen Amtes die Oberaufsicht. Die kleineren Landschaften waren ohnehin integraler Bestandteil eines Amtes, auch wenn sie in manchen Funktionen Sonderrechte genossen.
Die Landschaften existierten zugleich neben den Harden und den Sysseln. Von den durch die Landstände gebildeten historischen Landschaften unterschieden sich die Landschaften im Herzogtum Schleswig durch ihre konkreten Aufgabenstellungen. In den anderen Regionen der dänischen Monarchie war die Organisation einer Landschaft unbekannt, wenn man von den nach 1559/81 eingerichteten Landschaften Norder- und Süder-Dithmarschen absieht, die sich jedoch deutlich von den schleswigschen Pendants unterschieden. Nach der Gründung der preußischen Provinz Schleswig-Holstein im Jahr 1866 verloren die Landschaften – bis auf wenige eher lokale repräsentative Funktionen – ihre Bedeutung als Verwaltungseinheiten. Die Funktionen übernahmen die neu gebildeten Landkreise.

## Einzelnen Landschaften

### Eiderstedt
Die Landschaft Eiderstedt bestand aus achtzehn Kirchspielen und den beiden Städten Tönning und Garding. Teilnehmer an der Landschaftsversammlung waren die Lehnsleute aus den einzelnen Kirchspielen, die Bürgermeister der beiden Städte, die beiden Pfennigmeister und der Landsekretär als Protokollführer.
Die rechtliche Grundlage der Landschaft war das Landrecht von 1591, das auch ältere Eiderstedter Rechtsquellen wie die Krone der rechten Wahrheit von 1426 einschloss. An der Spitze der Verwaltung und Rechtspflege stand ein Staller, dem allerdings spätestens seit dem 16. Jahrhundert als Oberstaller der Amtmann von Gottorf bzw. seit 1736 der Amtmann von Husum übergeordnet war. Wichtige Verwaltungsangelegenheiten wurden in der Landschaftsversammlung geregelt. Als Untergerichte fungierten je ein Gericht für die westlichen Landesteile mit den Zentren Tating und Garding und für die östliche Harde mit dem Zentrum Tönning. Sie fungierten gegenseitig als Berufungsinstanz, bevor an das Gottorfer Hofgericht bzw. ab 1713 an das schleswigsche Obergericht weiter appelliert werden konnte.,Richter an den Untergerichten waren die ebenfalls in den Kirchspielen gewählten Ratsleute, wobei beide Ämter sich oft personell überschnitten. Die Landschaft wurde nach 1867 in einen preußischen Landkreis umgewandelt, obwohl sie eigentlich zu klein für eine eigenständige Einheit dieser Art war.

### Nordstrand und Pellworm
Ähnlich strukturiert war die Landschaft Nordstrand, welche ursprünglich aus fünf Harden bestand. An der Nordstrander Rechtsordnung beteiligten sich zeitweise auch Föhr und die nordöstlich gelegenen Marschharden des Festlandes, die Wiedingharde und die Bökingharde, letztere mit dem Zentrum Niebüll. 1362 wurden zwei der fünf Nordstrander Harden, die Wiedrichsharde im Norden und die Lundenbergharde im Südosten, weitgehend zerstört und später ihren Nachbarharden angegliedert. 1634 zerbrach die Insel Nordstrand, wobei auch die Beltringharde weitgehend vernichtet worden. Das Nordstrander Landrecht blieb jedoch in den nördlichen Marschharden und auf den verbliebenen Inseln erhalten. Erst 1853 wurde Rest-Nordstrand (der Rest der alten Edomsharde) in eine Harde umgewandelt, die unter der Aufsicht des Husumer Amtmannes stand.
Pellworm war bis 1634 eine Nordstrander Harde, führte seither aber sein Dasein als selbstständige Insel und eigenständige Landschaft, wobei die Halligen als Reste der Wiedrichs- und Beltringharde mit einbezogen wurden. Obwohl weiter von Husum entfernt als Rest-Nordstrand, wurde diese Landschaft fortan enger an das Amt gebunden. Dieser Status blieb bis 1864 erhalten.

### Helgoland
Helgoland war der am weitesten abgelegene Teil des Herzogtums Schleswig. Der Amtmann von Husum führte die Oberaufsicht, ein Landvogt befand sich vor Ort. Der Rat führte das Gericht, eine Versammlung ordnete mit dem Landvogt die tägliche Verwaltung. In wichtigen Angelegenheiten mussten die Ältesten hinzugezogen werden. 1807 übernahm ein britischer Gouverneur die Rolle des Landvogtes, als Helgoland Kronkolonie wurde.

### Stapelholm
Die Landschaft Stapelholm wurde ursprünglich von der Burg Tielen aus regiert. Nach der Zerstörung im Krieg gegen Dithmarschen erfolgte 1500 eine Verlegung nach Süderstapel. Bis 1711 gehörte die Landschaft Stapelholm zum Amt Gottorf. Der Landschreiber als eigene Verwaltungsspitze war auch den Kirchspielsvertretern verpflichtet.

### Fehmarn
Fehmarn war lange ein Gebiet, das weder dem Königreich Dänemark, Schleswig oder Holstein zugeordnet war. Als es schließlich fester Bestandteil des Herzogtums Schleswig wurde, behielt es seine eigenständige Verwaltung bei. Die Insel zeichnete sich bis 1864 durch eine besonders eigenständige Rechts- und Verwaltungsordnung aus. Zwar gab es auch hier eine Landschaftsversammlung und einen landesherrlichen Landvogt an der Spitze, der sogar den Amtmännern gleichgestellt war. Doch die entscheidende Größe waren die Kirchspiele. Als Berufungsinstanz fungierten die Richter der drei jeweils anderen Kirchspiele.

### Amtsuntergehörige Landschaften
Osterland-Föhr und Sylt (ohne List) waren als Landschaften dem Amt Tondern untergeordnet. Wie in den großen Landschaften fungierte hier ein Rat als Gericht und eine Landschaftsversammlung als Verwaltungsorgan. An der Spitze der beiden stand ein landesherrlicher Landvogt. Dieser war dem Amtmann von Tondern untergeordnet, nahm jedoch auch viele seiner Geschäfte wahr, weil dieser nicht so häufig auf die Inseln kommen konnte. Einen ähnlichen Status hatten die Wieding- und Bökingharde mit ihren Lehnsvogteien als Rechtsdistrikte. Diese wurden allerdings niemals als Landschaften bezeichnet. Bis 1864 verfügten diese vier Einheiten über eine gemeinsame Appellinstanz ähnlich der fehmarnschen. Dieses Berufungsgericht wurde auf dem Amtshaus in Tondern abgehalten.
Ærø entstand als Landschaft erst 1773, als sämtliche Untergerichte der Ostseeinsel zusammengefasst wurden. Die Insel hatte einen Landvogt als Gerichtshalter und einen eigenen Amtsschreiber, welcher alle Finanzgeschäfte behandelte. Die Landschaft gehörte jedoch bis 1864 zum kleinen Amt Norburg.